# كانا ساكاي
كانا ساكاي (باليابانية: 酒井香奈子؛ بالكانا: さかい かなこ) هي مغنية ومؤدية صوت يابانية، ولدت في 11 نوفمبر 1986 في فوكوكا في اليابان.

## أدوارها في الأنمي

### مسلسلات أنمي تلفزيونية
- كازي نو ستيغما - أيومي تسوابوكي

## وصلات خارجية
- كانا ساكاي على موقع ميوزك برينز (الإنجليزية)
- كانا ساكاي على موقع ANN person (الإنجليزية)